# Élection présidentielle indonésienne de 2019
L'élection présidentielle indonésienne de 2019 a lieu le 17 avril 2019 afin d'élire pour cinq ans le président et le vice-président de l'Indonésie. Pour la première fois dans le pays, des élections législatives ont lieu simultanément.
Le scrutin, qui n'oppose que deux candidats et leurs colistiers, voit la victoire du président sortant Joko Widodo avec 55,50 % des suffrages, pour une participation record de près de 82 % des inscrits.

## Mode de scrutin
Le président de la république d'Indonésie est élu par le biais d'une forme modifiée du scrutin uninominal majoritaire à deux tours pour un mandat de cinq ans renouvelable une seule fois. Si aucun candidat ne recueille au premier tour la majorité absolue des suffrages exprimés ainsi qu'au moins 20 % des suffrages exprimés dans la moitié des 34 provinces du pays, un second a lieu entre les deux candidats arrivés en tête, et celui recueillant le plus de voix est déclaré élu.
Seuls peuvent concourir les candidats des partis ayant recueilli au moins 25 % des voix ou 20 % des sièges lors des précédentes élections du Conseil représentatif du peuple, la chambre basse du pays. Les partis atteignant ce seuil ont l'obligation de présenter un candidat, sous peine d'interdiction aux prochaine élections. La commission électorale indonésienne est par ailleurs réputée particulièrement stricte sur les conditions de candidatures pour l'ensemble des scrutins organisés dans le pays,.

## Campagne
Le président sortant Joko Widodo, donné largement favori, fait campagne sur le thème de la lutte contre la corruption. Les thèmes islamo-conservateurs s'imposent par ailleurs dans la campagne, malgré la position modérée de Widodo sur ce sujet, devenu central,. Joko Widodoi choisit ainsi le prédicateur islamiste et conservateur Ma'ruf Amin comme colistier pour donner des gages à l'électorat islamiste, au risque d'inquiéter celui progressiste. L'Indonésie est le pays majoritairement musulman le plus peuplé au monde.
Prabowo Subianto tient un discours musclé sur les questions identitaires, jugé susceptible d'exacerber les tensions ethniques et religieuses. Soutenu par les réseaux islamistes et une partie de l'oligarchie, il dénonce avec emphase le « viol de la mère patrie » et la « persécution des oulémas ». Son allié Habib Rizieq Shihab, dirigeant du Front des défenseurs de l'islam et réfugié en Arabie saoudite pour échapper à la justice, accuse le président sortant d’être un « ennemi de l’islam » et de protéger « les communistes, les libéraux, les croyances déviantes et les actes indécents et illicites ».

## Dépouillement

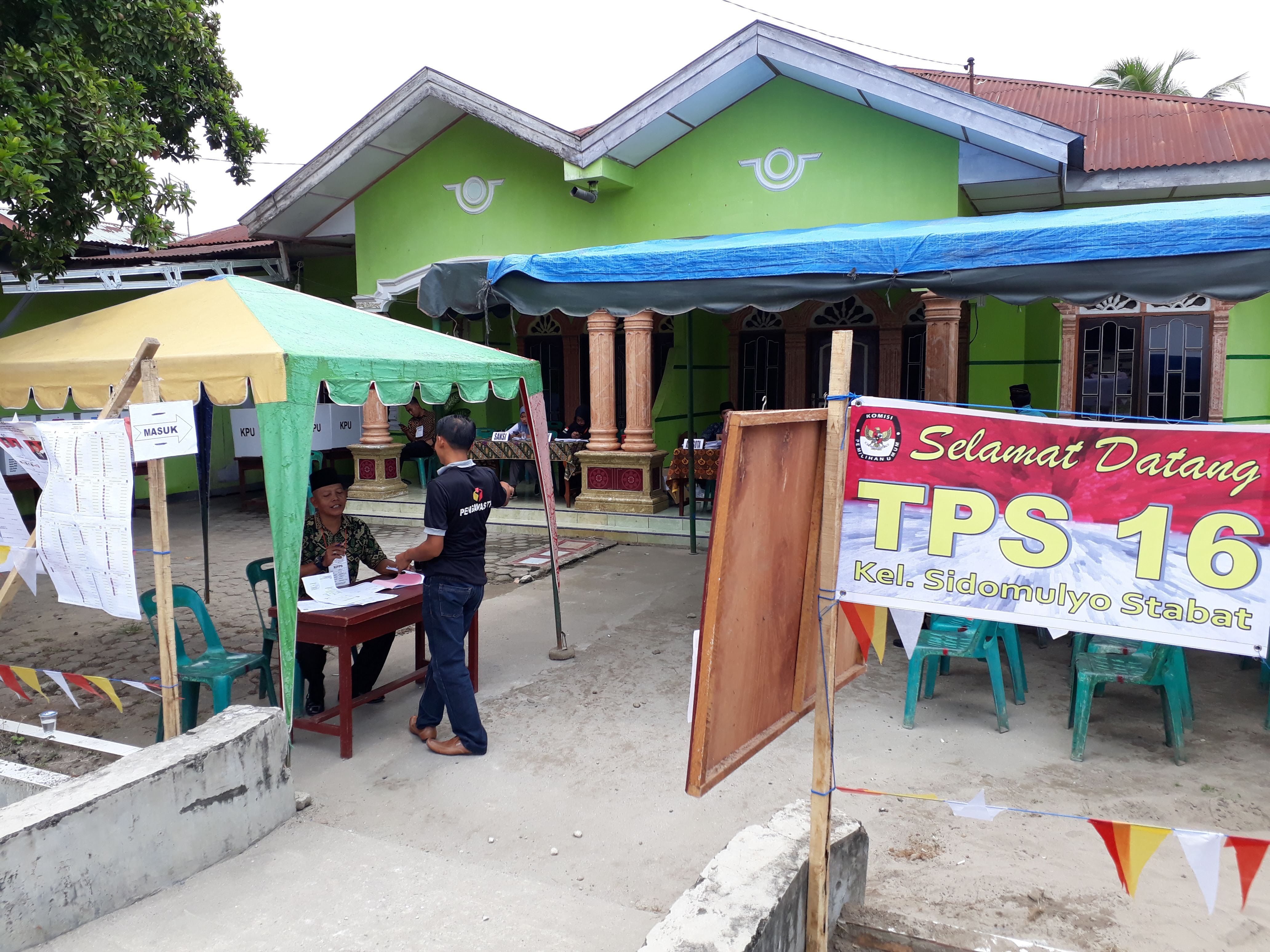
Bureau de vote

Le dépouillement des voix est marqué par le décès d'au moins 569 assesseurs et de la mise en arrêt de travail de plus de 4 310 autres sur près de six millions. Le gouvernement, qui organisait pour la première fois simultanément les élections présidentielles, législatives provinciales et municipales, a en effet recours par manque de fonctionnaires à des intérimaires locaux, des chômeurs ou des retraités. Plus de 600 millions de bulletins sont alors dépouillés pendant dix jours d'affilée, parfois par les mêmes personnes trente heures d'affilée, sous une température de 30 degrés et une humidité de 80 %, occasionnant de nombreux décès et arrêts de travail. Les familles des victimes devraient être indemnisées à hauteur de 2 000 euros. Ces décès entraînent de vives critiques à l'égard du gouvernement, qui avait décidé d'organiser pour la première fois l'ensemble des scrutins de tous les échelons nationaux et territoriaux simultanément. Le gouvernement assure que cette expérience ne sera pas reconduite, et que les prochains scrutins seront de  nouveau organisés à des dates différentes,,.

## Résultats
Les résultats officiels sont rendus publics le 22 mai.
| Candidats et colistiers  | Candidats et colistiers       | Partis                   | Voix        | %     |
| ------------------------ | ----------------------------- | ------------------------ | ----------- | ----- |
|                          | Joko Widodo Ma'ruf Amin       | PDIP                     | 85 607 362  | 55,50 |
|                          | Prabowo Subianto Sandiaga Uno | Gerindra                 | 68 650 239  | 44,50 |
|                          |                               |                          |             |       |
| Votes valides            | Votes valides                 | Votes valides            | 154 257 601 | 97,62 |
| Votes blancs et nuls     | Votes blancs et nuls          | Votes blancs et nuls     | 3 754 905   | 2,38  |
| Total                    | Total                         | Total                    | 158 012 506 | 100   |
| Abstention               | Abstention                    | Abstention               | 34 853 748  | 18,07 |
| Inscrits / participation | Inscrits / participation      | Inscrits / participation | 192 866 254 | 81,93 |